# Elecciones estatales de Nuevo León de 1988
Las elecciones estatales de Nuevo León de 1988 se llevó a cabo en dos jornadas la primera el miércoles 6 de julio de 1988, simultáneamente con las Elecciones presidenciales y en ellas fueron los siguientes cargos de elección popular:
- Diputados al Congreso del Estado, 20 electos presentados por una mayoría de cada uno de los distritos electorales, y 22 en representación proporcional.

Y la segunda el domingo 6 de noviembre en que se eligió:
- 51 ayuntamientos. Formados por un presidente municipal y regidores, electo para un período de tres años no reelegibles para un período inmediato.

## Resultados Electorales

### Ayuntamientos
|  | 75.5 % |

|  | 21.1 % |

|  | 1.2 % |

|  | 1.2 % |

|  | 0.6 % |

|  | 0.6 % |

#### Ayuntamiento de Monterrey
- Sócrates Rizzo García  Hecho

#### Ayuntamiento de San Nicolás de los Garza
- Juan Ángel Ochoa Sáenz

#### Ayuntamiento de San Pedro Garza García
- Mauricio Fernández Garza  Hecho